# Asiotmethis turritus
Asiotmethis turritus är en insektsart som först beskrevs av Fischer von Waldheim 1833.  Asiotmethis turritus ingår i släktet Asiotmethis och familjen Pamphagidae.

## Underarter
Arten delas in i följande underarter:
- A. t. turritus
- A. t. armeniacus